# Vratislau I da Boêmia
Vratislau I (888 — Praga, 13 de fevereiro de 921) foi duque da Boêmia, um ducado que teve seu ápice na Idade Média, o qual depois, deu origem à Checoslováquia.
Com sua esposa Draomira, teve dois filhos:
1. Venceslau I,
2. Boleslau I

A obra Crônica de Fulda conta que em 900 os bávaros atacaram a Morávia em aliança com os Boêmios. Vratislau morreu possivelmente em 13 de fevereiro de 921 em batalha contra os magiares.